# 修補程式

第一个真正的臭虫（英语双关语，Bug既有臭虫的意思，也可以指电脑程序的漏洞）

修補程式（英語：Patch）是透過更新電腦程式或支援檔案，用來修補軟體問題的資料程序。包括像是修正安全隱患（漏洞）、臭蟲、改善易用性或效能等。然而，設計不良的修補程式可能帶來新的問題。
patch的等義翻譯名稱有補丁、修補程式、修補檔、修正檔、升級程式、升級檔等。